# تله (فیلم ۱۹۸۶)
تله (به هندی: Jaal) و (به انگلیسی: Trap) فیلمی هندی محصول سال ۱۹۸۶ و به کارگردانی اومش مهرا است. در این فیلم بازیگرانی همچون ریکا، میتون چاکرابورتی، مانداکینی، مون مون سان، تانوجا، جیتندرا، وینود مهرا، ایلا آرون، شارات ساکسنا و گلشن گروور ایفای نقش کرده‌اند.